# 尤全喜
尤全喜（1951年—），黑龙江哈尔滨人，汉族，中华人民共和国政治人物、第十一届全国人民代表大会黑龙江地区代表。
毕业于福建中医学院中医骨伤专业，是中共党员。担任黑龙江哈尔滨市老年医院院长。2008年起担任全国人大代表。